# Wielersport op de Olympische Zomerspelen 2012 – Ploegenachtervolging mannen
Het wieleronderdeel ploegenachtervolging voor mannen op de Olympische Zomerspelen van 2012 vond plaats op 2 en 3 augustus in het London Velopark te Londen, Groot-Brittannië.

## Records
Voorafgaand aan het toernooi waren dit het wereldrecord en het olympisch record.
| Wereldrecord     | Groot-Brittannië | 3:53.295 | Melbourne | 4 april 2012     |
| Olympisch record | Groot-Brittannië | 3:53.314 | Beijing   | 18 augustus 2008 |

## Uitslagen

### Kwalificatie
| Rang | Land             | Rijders                                                                | Tijd     | Opmerkingen |
| ---- | ---------------- | ---------------------------------------------------------------------- | -------- | ----------- |
| 1    | Groot-Brittannië | Ed Clancy, Geraint Thomas, Steven Burke, Peter Kennaugh                | 3:52.499 | Q, WR       |
| 2    | Australië        | Jack Bobridge, Glenn O'Shea, Rohan Dennis, Michael Hepburn             | 3:55.694 | Q           |
| 3    | Nieuw-Zeeland    | Sam Bewley, Westley Gough, Marc Ryan, Jesse Sergent                    | 3:57.607 | Q           |
| 4    | Denemarken       | Lasse Norman Hansen, Michael Mørkøv, Rasmus Quaade, Casper von Folsach | 3:58.298 | Q           |
| 5    | Rusland          | Evgeny Kovalev, Ivan Kovalev, Aleksej Markov, Aleksandr Serov          | 3:59.264 | Q           |
| 6    | Spanje           | Pablo Bernal, Sebastián Mora, David Muntaner, Albert Torres            | 4:02.113 | Q           |
| 7    | Colombia         | Juan Esteban Arango Carvajal, Edwin Ávila, Arles Castro, Weimar Roldán | 4:03.712 | Q           |
| 8    | Nederland        | Levi Heimans, Jenning Huizenga, Wim Stroetinga, Tim Veldt              | 4:03.818 | Q           |
| 9    | België           | Gijs Van Hoecke, Dominique Cornu, Jonathan Dufrasne, Kenny De Ketele   | 4:04.053 |             |
| 10   | Zuid-Korea       | Choi Seung-Woo, Jang Sun-Jae, Park Keon-Woo, Park Seon-Ho              | 4:07.210 |             |

### Eerste ronde
| Rang | Heat | Land             | Rijders                                                                | Tijd     | Opmerkingen |
| ---- | ---- | ---------------- | ---------------------------------------------------------------------- | -------- | ----------- |
| 1    | 4    | Groot-Brittannië | Ed Clancy, Geraint Thomas, Steven Burke, Peter Kennaugh                | 3:52.743 |             |
| 2    | 3    | Australië        | Jack Bobridge, Glenn O'Shea, Rohan Dennis, Michael Hepburn             | 3:54.317 |             |
| 3    | 3    | Nieuw-Zeeland    | Sam Bewley, Westley Gough, Marc Ryan, Jesse Sergent                    | 3:56.442 |             |
| 4    | 2    | Rusland          | Evgeny Kovalev, Ivan Kovalev, Aleksej Markov, Aleksandr Serov          | 3:57.237 |             |
| 5    | 4    | Denemarken       | Lasse Norman Hansen, Michael Mørkøv, Rasmus Quaade, Casper von Folsach | 3:57.396 |             |
| 6    | 1    | Spanje           | Pablo Bernal, Sebastián Mora, David Muntaner, Albert Torres            | 3:59.520 |             |
| 7    | 2    | Nederland        | Levi Heimans, Jenning Huizenga, Wim Stroetinga, Tim Veldt              | 4:04.029 |             |
| 8    | 1    | Colombia         | Juan Esteban Arango Carvajal, Edwin Ávila, Arles Castro, Weimar Roldán | 4:05.485 |             |

### Finales
| Rang           | Land             | Rijders                                                                | Tijd          | Opmerkingen   |
| Gouden finale  | Gouden finale    | Gouden finale                                                          | Gouden finale | Gouden finale |
| -------------- | ---------------- | ---------------------------------------------------------------------- | ------------- | ------------- |
| Goud           | Groot-Brittannië | Ed Clancy, Geraint Thomas, Steven Burke, Peter Kennaugh                | 3:51.659      | WR            |
| Zilver         | Australië        | Jack Bobridge, Glenn O'Shea, Rohan Dennis, Michael Hepburn             | 3:54.581      |               |
| Bronzen finale |                  |                                                                        |               |               |
| Brons          | Nieuw-Zeeland    | Sam Bewley, Westley Gough, Marc Ryan, Jesse Sergent                    | 3:55.952      |               |
| 4              | Rusland          | Evgeny Kovalev, Ivan Kovalev, Aleksej Markov, Aleksandr Serov          | 3:58.282      |               |
| Plek 5/6       |                  |                                                                        |               |               |
| 5              | Denemarken       | Lasse Norman Hansen, Michael Mørkøv, Rasmus Quaade, Casper von Folsach | 4:02.671      |               |
| 6              | Spanje           | Pablo Bernal, Sebastián Mora, David Muntaner, Albert Torres            | 4:02.746      |               |
| Plek 7/8       |                  |                                                                        |               |               |
| 7              | Nederland        | Levi Heimans, Jenning Huizenga, Wim Stroetinga, Tim Veldt              | 4:04.569      |               |
| 8              | Colombia         | Juan Esteban Arango Carvajal, Edwin Ávila, Arles Castro, Weimar Roldán | 4:04.772      |               |

1908: Jones, Kingsbury, Meredith, Payne ·
1920: Magnani, Carli, Ferrario, Giorgetti ·
1924: De Martini, Dinale, Menegazzi, Zucchetti ·
1928: Facciani, Gaioni, Lusiani, Tasselli ·
1932: Pedretti, Borsari, Cimatti, Ghilardi ·
1936: Nizerhy, Charpentier, Goujon, Lapébie ·
1948: Decanali, Adam, Blusson, Coste ·
1952: Morettini, Campana, de Rossi, Messina ·
1956: Gasparella, Domenicali, Faggin, Gandini ·
1960: Vigna, Arienti, Testa, Vallotto ·
1964: Streng, Claesges, Henrichs, Link ·
1968: Lyngemark, Olsen, Asmussen, Jensen ·
1972: Schumacher, Colombo, Haritz, Hempel ·
1976: Vonhof, Braun, Lutz, Schumacher ·
1980: Manakov, Movtsjan, Ossokin, Petrakov ·
1984: Grenda, Turtur, Nichols, Woods ·
1988: Jekimov, Kasputis, Neljoebin, Oemaras ·
1992: Fulst, Glöckner, Lehmann, Steinweg ·
1996: Capelle, Ermenault, Monin, Moreau ·
2000: Fulst, Bartko, Becke, Lehmann ·
2004: Brown, McGee, Lancaster, Roberts ·
2008: Clancy, Manning, Thomas, Wiggins · 
2012: Burke, Clancy, Kennaugh, Thomas · 
2016: Burke, Clancy, Doull, Wiggins · 
2020: Consonni, Ganna, Lamon, Milan · 
2024:  Bleddyn, Welsford, Leahy, O'Brien